# Ivan Senta
Ivan Senta, hrvatski reprezentativni rukometaš
Igrač RK Metković 1963.
S mladom reprezentacijom 2011. na svjetskom prvenstvu plasirao se na 8. mjesto.